# Termat
Termat és un material pirotècnic incendiari, variant de la termita, que pot generar explosions curtes de temperatures molt altes enfocades en una àrea petita i durant un breu període. És utilitzat principalment en granades de ma.
La reacció química principal dels termats és la mateixa que de la termita: una reacció aluminotèrmica entre alumini polvoritzat i un òxid de metall. El termat també pot utilitzar magnesi o altres elements similars en lloc d'alumini. A més de termita, el termat conté de vegades sofre i nitrat de bari, tots dos augmenten el seu efecte tèrmic, creen flama i redueixen significativament la temperatura d'ignició.
Diverses mescles d'aquests compostos són anomenades termats, però per evitar confusió amb el termat-TH3 (per a ús militar), hom s'hi refereix a ells com a variants o anàlegs de termita. La composició per pes del Termat-TH3 és 68.7% termita, 29.0% nitrat de bari, 2.0% sofre i 0.3% aglutinants (com polybutadiene acrylonitrile PBAN). Donat que la ignició de termita i termat és notòriament difícil, l'inici de la reacció normalment requereix una supervisió i un esforç persistent.
Com que el termat crema a temperatures més altes que la termita normal, té aplicacions militars com a estri de tall d'armadura de tancs, búnquers o altres vehicles militars. Com en el cas de la termita, la possibilitat del termat de cremar sense subministrament extern d'oxigen la fa útil com a dispositiu incendiari submarí.